# Poelepoort
De Poelepoort was een van de oorspronkelijk zes stadspoorten van de Nederlandse stad Groningen.

## Eerste Poelepoort
De Poelepoort stond direct ten oosten van de verbreding in de huidige Poelestraat. De eerste Poelepoort werd in de 13e eeuw gebouwd. De fundamenten hiervan werden in 1989 aangetroffen bij rioleringswerkzaamheden. Rond 1400 werd de Hunze vanaf de Poelepoort langs de stad geleid via een kanaal dat parallel aan de stadsgracht (hier het Kattendiep) werd gegraven tot aan de Oude Ebbingepoort. Op die manier kreeg de noordoostelijke zijde van de stad een versterking in de vorm van een dubbele grachtengordel. Buiten de Poelepoort werd waarschijnlijk in het water een bastion (een voorloper van de latere dwingers) gebouwd met daarvoor een zware brug die door hameien (homeyen; buitenste valhekken) kon worden neergelaten, zodat toegang kon worden verkregen tot de Oude Weg (restant tracé nog zichtbaar in de Oudeweg in Binnenstad-Oost) de stad uit.

## Tweede Poelepoort
Archeoloog Gert Kortekaas denkt dat de oorspronkelijke Poelepoort rond 1470 werd afgebroken bij een nieuwe stadsuitleg. De poort werd toen enkele meters verplaatst; van de binnenzijde van de nieuwe muur naar de buitenzijde, tussen de lijn Schoolstraat - Achter de Muur en de oude Schiemakersgang (die lag tussen Poelestraat 40 en 42). Deze nieuwe poort werd de meest indrukwekkende van de stad met haar twee torens. De fundamenten hiervan werden blootgelegd tijdens opgravingen in 1926 en 1989. In 1506 trad de Oost-Friese graaf Edzard I met zijn leger door de Poelepoort naar binnen als nieuwe heer van Groningen. Buiten de poort verrees in de 16e eeuw als gevolg van de aanleg van het Schuitendiep naar de Hunze in de 14e eeuw en het Damsterdiep naar de Eems in de 15e eeuw een krottenwijk; het Schuitenschuiverskwartier. Tussen 1551 en 1558 werd de Poelepoort net als de Boteringepoort, de Ebbingepoort en het 'Olde Rondeel' voorzien van een rondeel (eigenlijk een barbacane).
Bij de uitbreiding van de stad begin zeventiende eeuw verloor de poort zijn functie als toegangspoort, die werd overgenomen door de Nieuwe Steentilpoort. De bovenverdieping van de poort werd daarop ingericht als gevangenis, later 'Huis Van Arrest' genoemd. In deze gevangenis zaten verschillende bekende Groningers gevangen: In 1650 zat Daniel Clossewender er gevangen wegens het verspreiden van het Lutheranisme in de stad. Van 1672 tot 1678 zat jonker Osebrandt Johan Rengers van de Fraeylemaborg er gevangen wegens vermeende samenspanning met Münster en Keulen. Hij werd pas vrijgelaten nadat stadhouder Willem III zich met de kwestie had bemoeid. Tussen 1672 en 1673 werd Henric Piccardt er vastgezet en in 1674 werd de aannemer van Der Aa-kerk opgesloten nadat aan de door hem gebouwde toren serieuze mankementen werden geconstateerd.
In 1826 werd het tuchthuis van Groningen aan de Zoutstraat verbouwd en vergroot tot het Burgerlijk en Militair Huis van Verzekering De gevangenis op de bovenverdieping van de Poelepoort werd daarop gesloten. De enige overgebleven gevangene werd vrijgelaten. In 1828 werd de Poelepoort afgebroken.

## Latere verwijzingen
In 1879 werd een replica van de Poelepoort gebouwd door architect Jan Maris ter gelegenheid van de 'Groninger feesten' (het Gronings Ontzet). Er werd toen een reënactment opgevoerd van de intrede van graaf Edzard I in 1506 Op beide zijden van de replica van de poort stond het jaartal 1423, wat destijds blijkbaar als bouwjaar van de tweede poort werd gezien.
Isings gebruikte de Poelepoort rond 1940 als achtergrond voor zijn schoolplaat 'Stad in de middeleeuwen'.

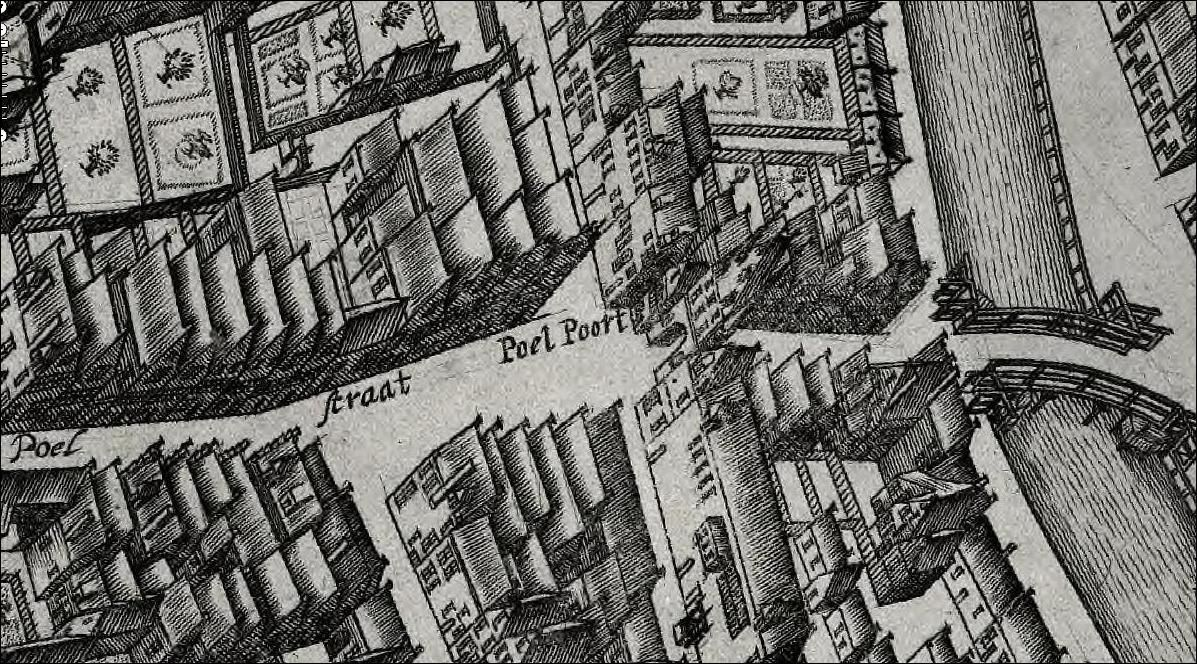
De Poelepoort en omgeving op de kaart van Egbert Haubois uit 1634
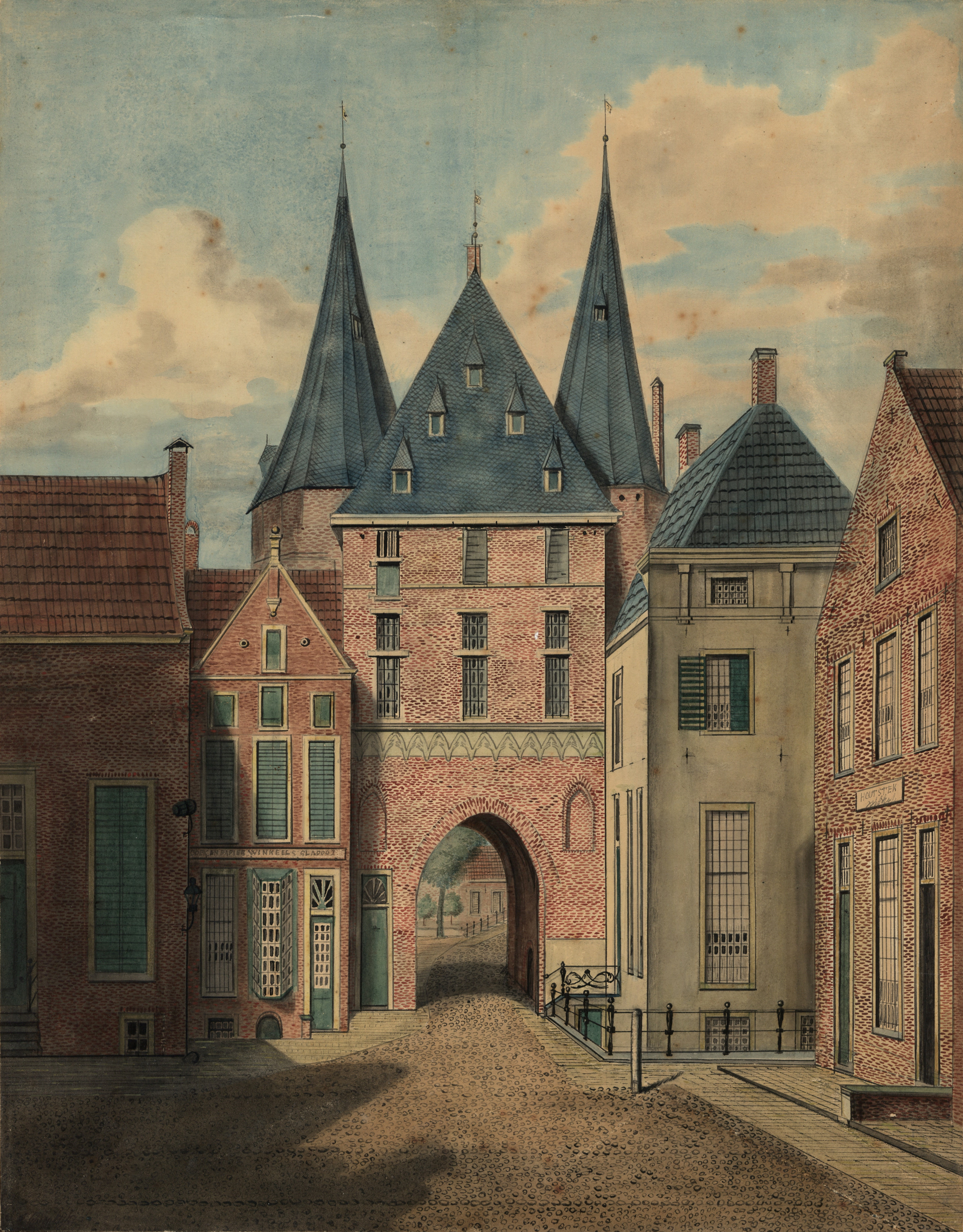
Aquarel van de binnenzijde van de Poelepoort van Joannes Nicolaus Schoonbeek vervaardigd in opdracht van het stadsbestuur (1830, na afbraak)
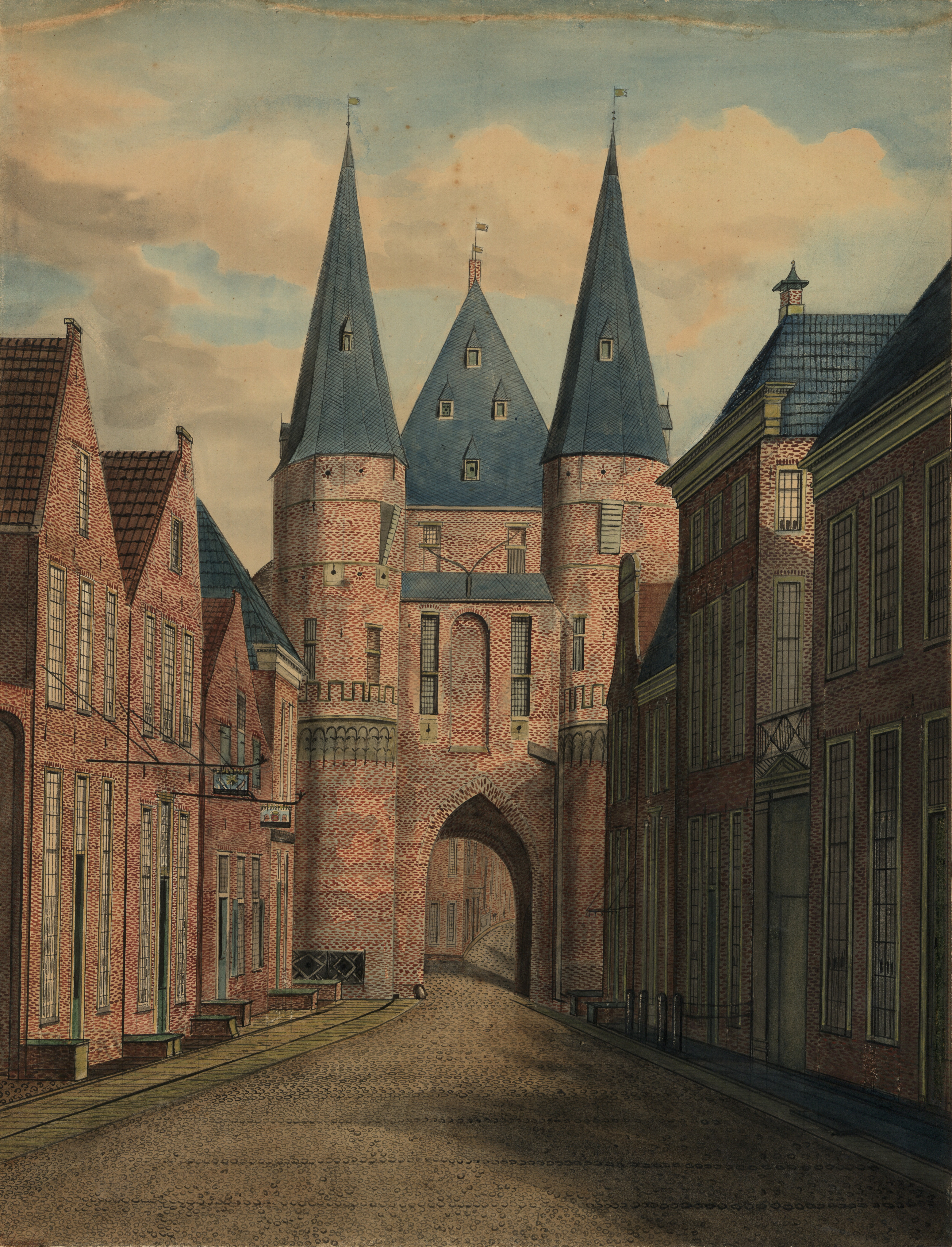
Aquarel van de buitenzijde van de Poelepoort van Schoonbeek (1830, na afbraak)
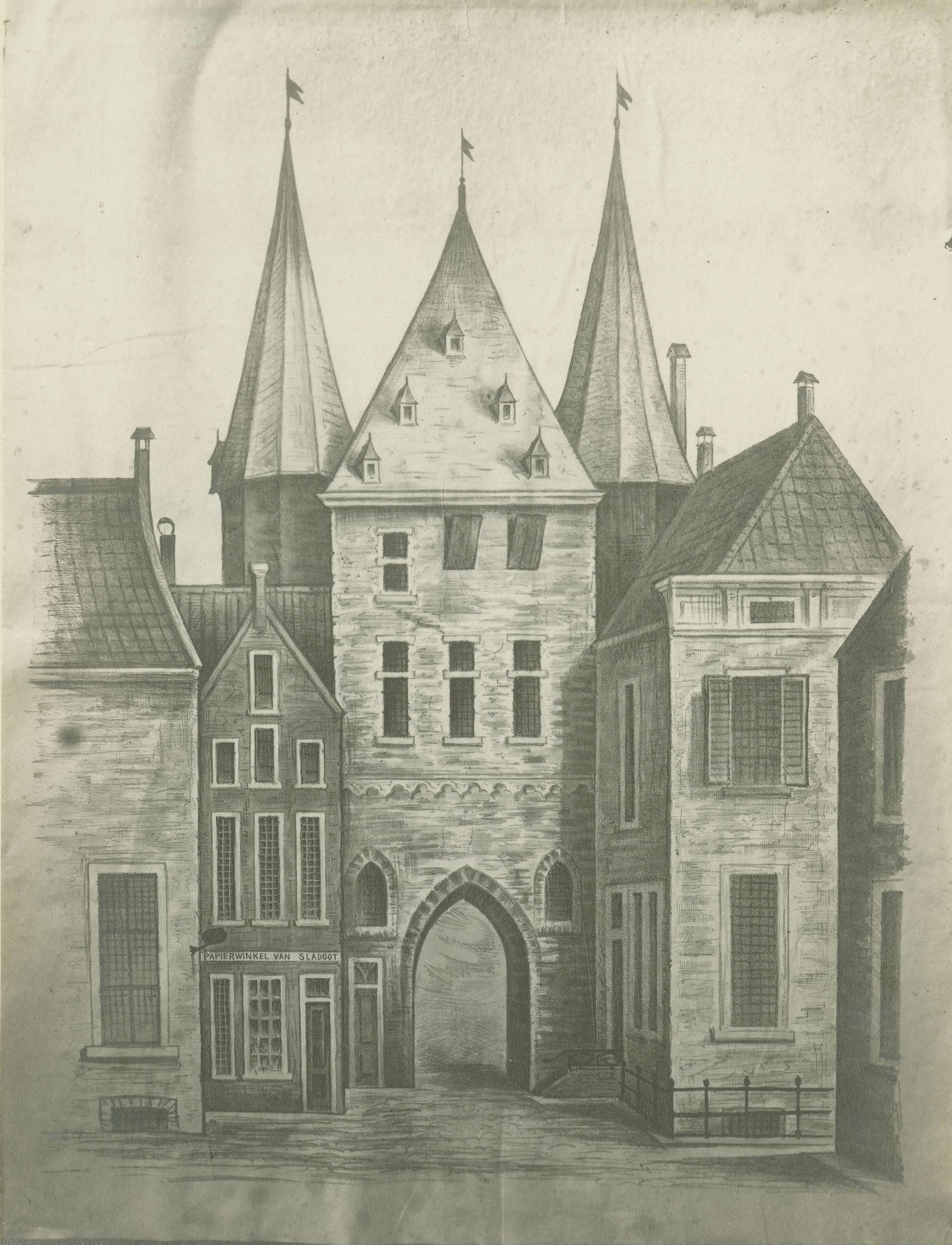
Lithografie (op basis van het werk van Schoonbeek) van de binnenzijde van de Poelepoort uit het afbraakjaar 1828. Linksvoor de poort de winkel van boekverkoper en -binder Martinus Johannes Sladoot.
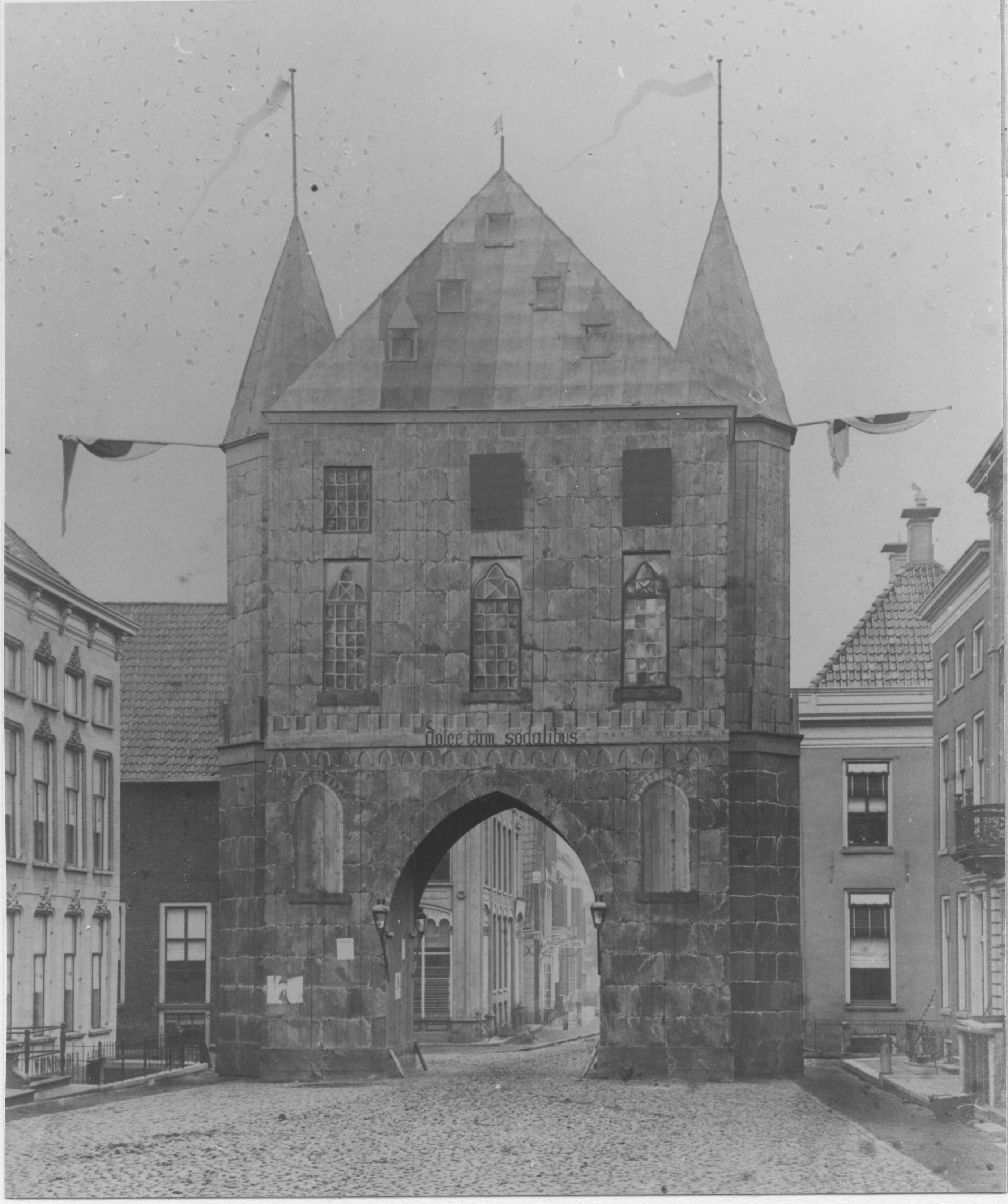
Binnenzijde replica Poelepoort in 1879. Op de poort de tekst "Dulce cum sodalibus" ("Het is zoet om met vrienden bijeen te zijn")
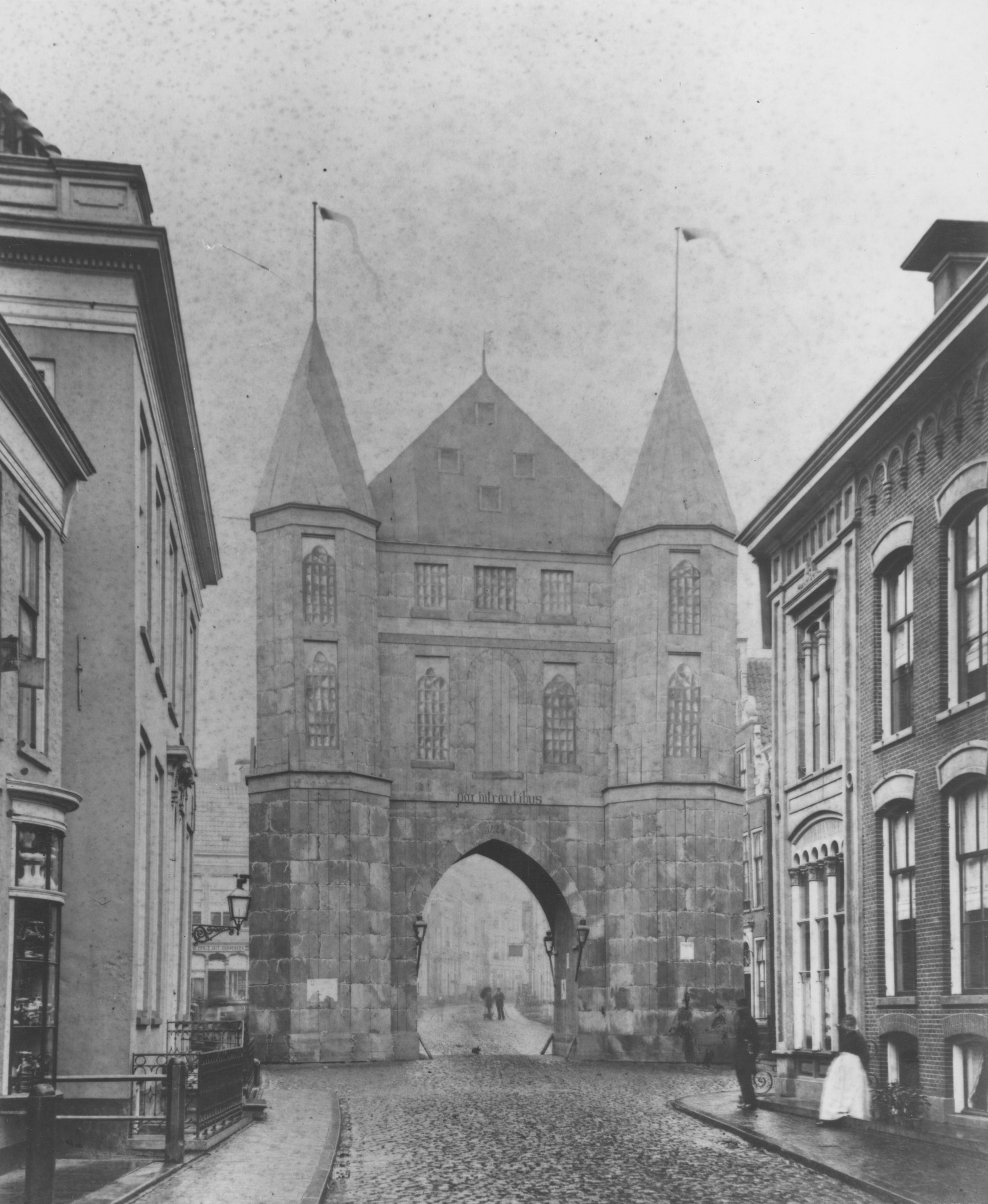
Buitenzijde replica Poelepoort in 1879. Op de poort de tekst "pax intrantibus" ("vrede aan hen die binnentreden")